# Casa Atanasi Ramas
La Casa Atanasi Ramas és una obra eclèctica de Tarragona protegida com a Bé Cultural d'Interès Local.

## Descripció
Edifici eclèctic de tres pisos, molt reformat. Cal destacar la tribuna decorada amb columnes pintades i aguantada amb permòdols. La seva tipologia és característica dels primers edificis bastits a la zona de baixa densitat.

## Història
Al 1931 l'arquitecte Josep Puig de Barberà, addiciona l'últim pis que no guarda les proporcions originals, ja que s'ha ampliat.